# Curent de retur

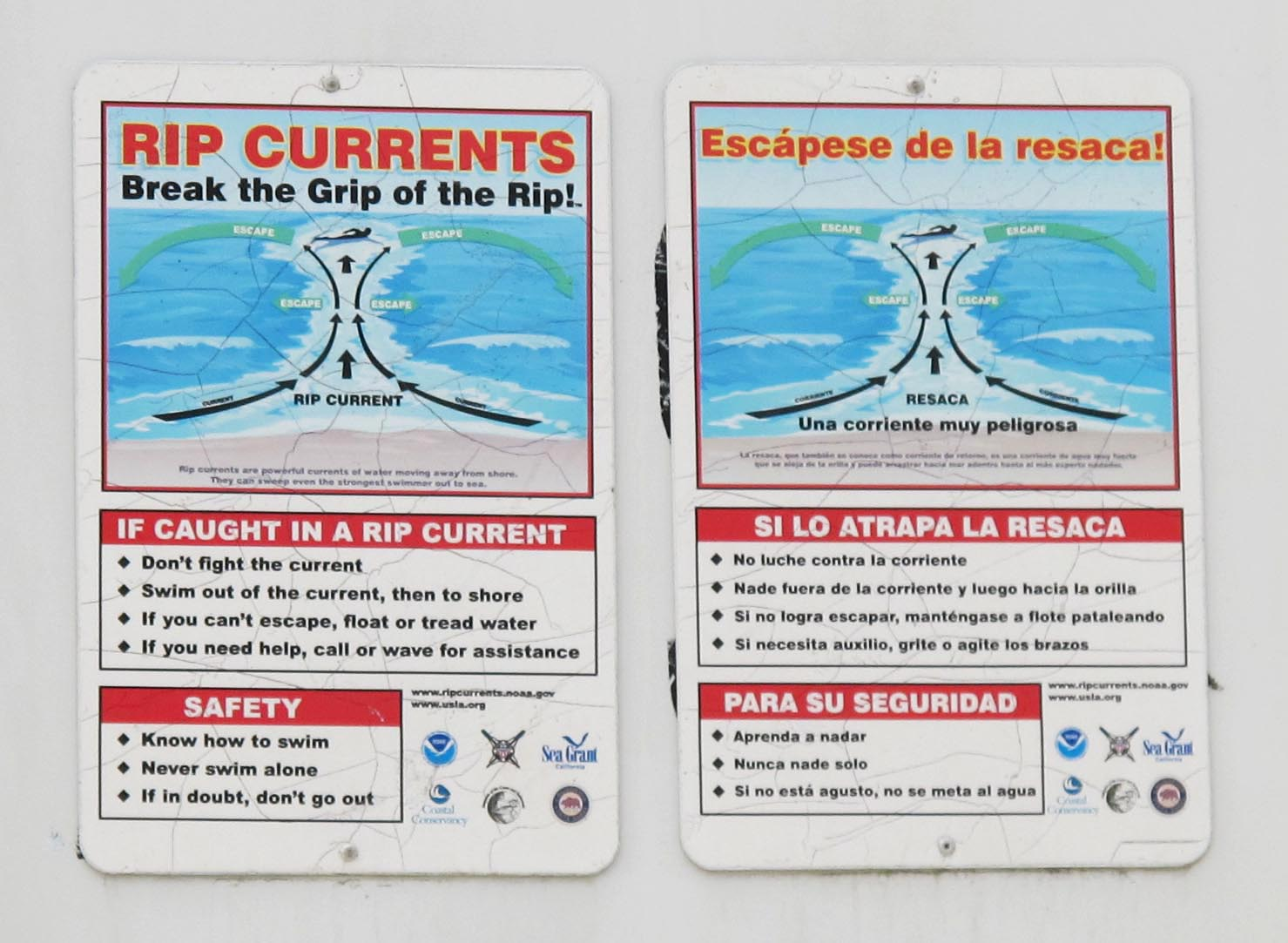
Semne de avertizare despre curenții de retur, în limbile engleză și spaniolă în, California

Diagrama văzută de sus cu un curent de retur: valurile care se sparg trec peste un banc de nisip aflat puțin în larg. Apa împinsă în sus poate cel mai ușor să treacă înapoi în mare printr-un gol din bancul de nisip. Astfel se formează un curent de retur rapid.

Un curent de retur sau curent longitudinal, denumit adesea curent rip, după denumirea din engleză, este un anumit tip de curent de apă care poate să apară în apropiere de plaje cu valuri care se sparg. Cu toate acestea, un curent de retur poate fi de multe ori greu de observat și absent la valurile care se sparg, și se poate recunoaște doar după încrețirea apei care se îndreaptă înapoi spre mare. Un curent rip este un curent puternic, localizat și îngust, de apă care se deplasează în direcție opusă țărmului, tăind liniile valurilor care se sparg ca un râu care se varsă la mare, și este mai puternic în apropiere de suprafața apei.
Curenții de retur pot fi periculoși pentru oamenii din apă. Înotătorii care sunt prinși într-un astfel de curent, care nu înțeleg ce se întâmplă, și care nu au abilitățile necesare, pot să intre în panică, sau să se epuizeze încercând să înoate direct împotriva curentului. Din cauza acestor factori, curenții de retur sunt principala cauză a acțiunilor de salvare ale salvamarilor pe plaje, iar în SUA ele cauzează în medie 46 de decese prin înec pe an.
Un curent de retur nu este același lucru cu contracurentul⁠(d), care apare întotdeauna sub un val. Nici contracurenții, nici curenții de retur nu pot trage o persoană în jos și să o țină sub apă. Un curent de retur pur și simplu transportă obiecte plutitoare, inclusiv oamenii, dincolo de zona de spargere a valurilor.

## Cauzele și apariția
Un curent de retur se formează deoarece vântul și valurile care se sparg împing apa către țărm, iar acest lucru determină o ușoară creștere a nivelului apei de-a lungul țărmului, apă care va tinde să curgă înapoi în larg pe calea de minimă rezistență. Atunci când există o zonă locală puțin mai adâncă, sau o pauză în bancul de nisip sau de corali din dreptul țărmului, acest lucru poate permite apei să curgă mai ușor în larg, și va iniția un curent de retur prin acest spațiu. Apa care a fost împinsă până aproape de plajă curge de-a lungul țărmului zona de retur alimentând curentul, și apoi curge înspre larg în unghi drept față de plajă într-un curent îngust numit „gâtul” returului, unde fluxul este mai rapid. Când apa din curentul de retur ajunge în afara liniei de spargere a valurilor, fluxul se dispersează în lateral, își pierde puterea și se disipă în ceea ce este cunoscut sub numele de „capul” returului. 
Curenții de retur pot să apară pe un țărm cu terase line acolo unde valurile care se sparg trec aproape perpendicular pe linia țărmului, sau acolo unde topografia subacvatică încurajează curgerea apei spre o zonă anume. Ele se pot forma pe coastele oceanelor, mărilor și lacurilor mari atunci când sunt valuri cu energie suficientă. Locația curenților de retur poate fi dificil de prezis. În timp ce unii tind să se repete mereu în același loc, alții pot să apară și să dispară brusc în locații diferite de-a lungul plajei, în funcție de topografia fundului și de direcția valurilor.
Curenții de suprafață pot să apară oriunde există variații puternică de-a lungul țărmului în spargerea valurilor. Această variație poate fi cauzată de unele caracteristici cum ar fi bancurile de nisip (așa cum se arată în diagrama animată), de pontoane și de diguri⁠(d), și chiar de trecerea unor trenuri de valuri⁠(d), și sunt adesea situate în locuri ca cele unde există o întrerupere într-un recif sau zone mai joase pe un banc de nisip, și poate chiar adânci canalul printr-un banc de nisip odată format. 
Curenții de suprafață sunt, de obicei, destul de înguști, dar tind să fie mai frecvenți, mai largi și mai rapizi când și unde valurile care se sparg sunt mari și puternice. Topografia subacvatică locală face unele plaje mai susceptibile la curenți de retur; câteva plaje sunt notorii în acest sens.
Deși acești curenți nu sunt maree, în zonele cu maree puternice, curenții de retur pot apărea numai în anumite etape ale ciclului mareic, atunci când apa este suficient de mică pentru a provoca spargerea valurilor deasupra bancului de nisip, și suficient de adâncă pentru ca valurile sparte să curgă peste banc. Dacă țărmul are terasa lină, în unele părți ale lumii, cu diferențe mari între nivelul apei la flux și la reflux, distanța dintre banc si țărm poate varia de la câțiva metri până la un kilometru sau mai mult de la flux la reflux.
O concepție greșită destul de comună este faptul că curenții de retur pot doborî un înotător și-l trage sub apă. Acest lucru nu este adevărat, și în realitate un curent de retur este cel mai puternic aproape de suprafață, întrucât fluxul de la fund este încetinit prin frecare. Curentul de retur curge, în general, pe un canal mai adânc, unde valurile sunt mai puțin probabil să se spargă, sau unde se sparg valurile mai departe în larg ca urmare a efectului curentului asupra valurilor, ceea ce duce la iluzia de zonă de apă mai calmă spre țărm, fără valuri, care poate atrage unii înotători spre acea zonă.

## Semne și caracteristici vizibile

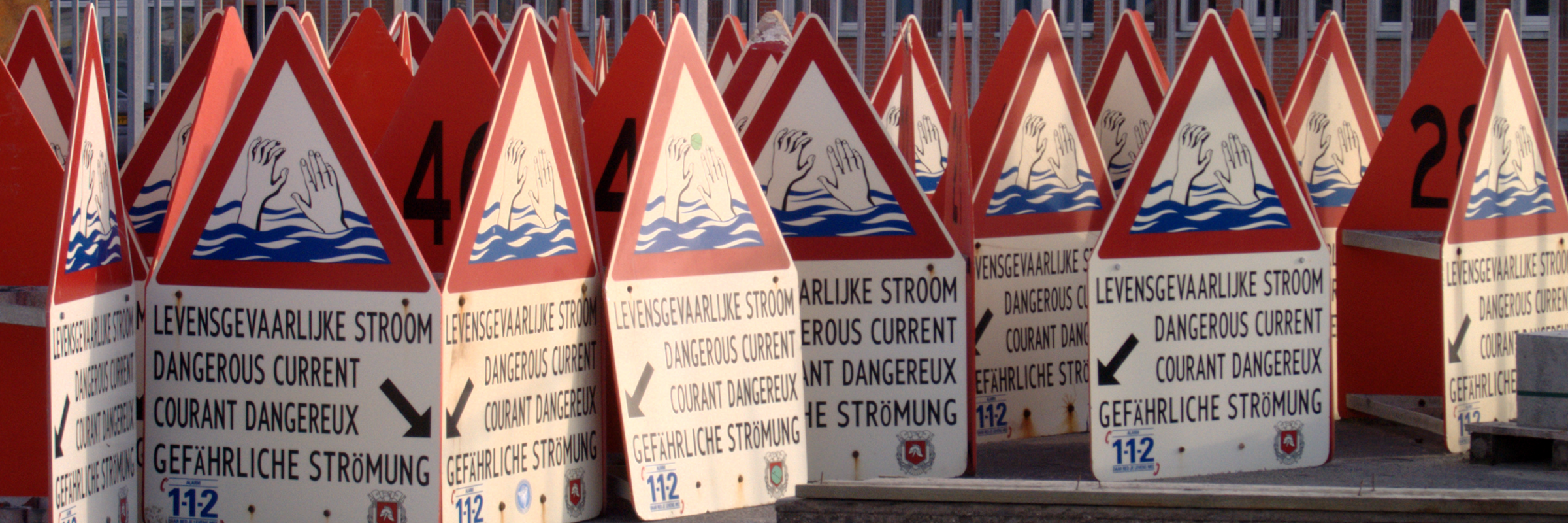
O colecție de semne de avertizare despre curenții de retur în Olanda

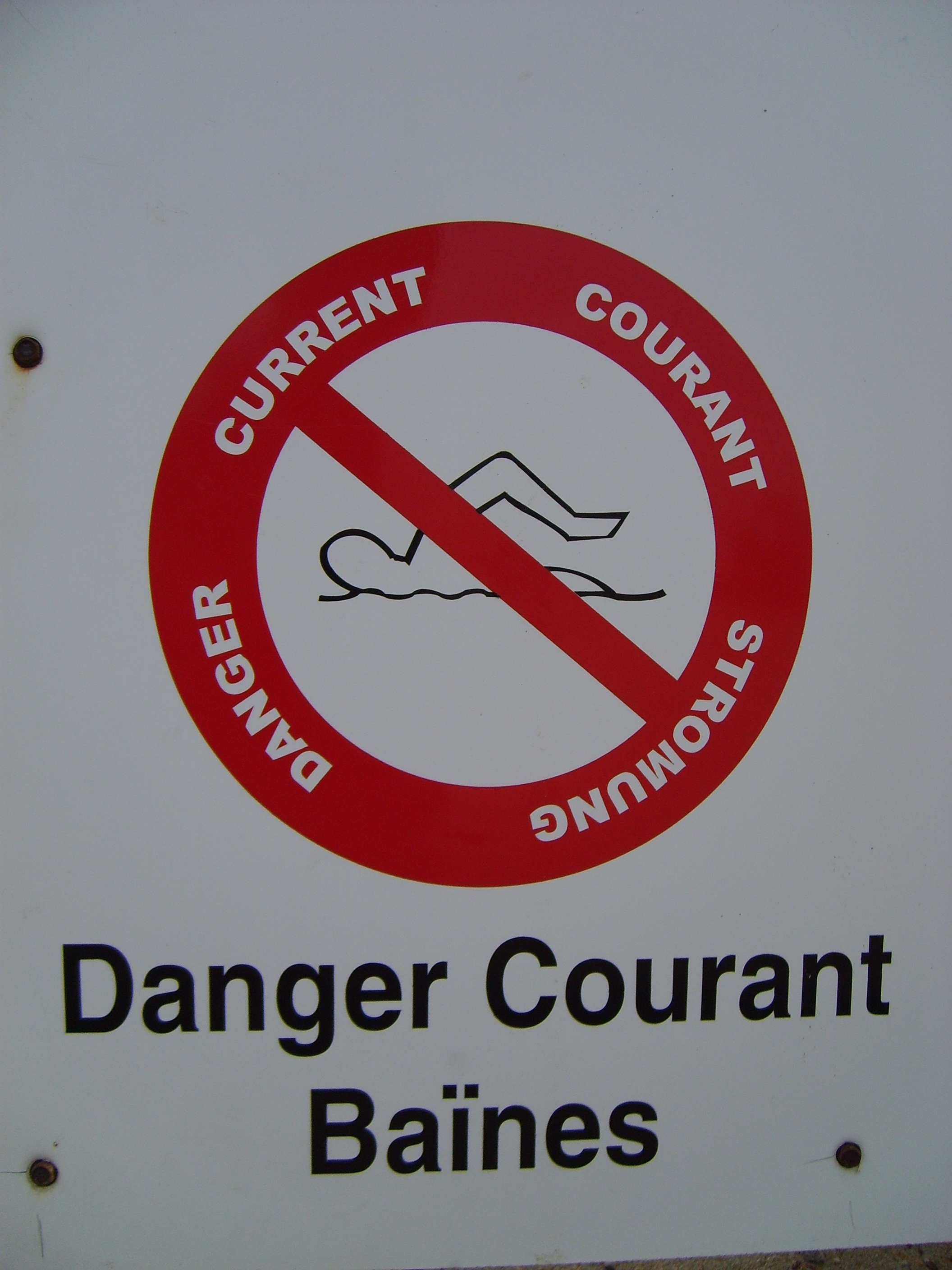
Semn de avertizare în Franța

Curenții de suprafață au un aspect caracteristic, astfel încât pot fi identificați vizual de pe mal. Acest lucru este util pentru salvamari, înotători, surferi, barcagii, scafandri și alții care activează în apă, care ar putea avea nevoie să evite sau să profite de curentul de retur. Curenții de retur de multe ori arată ca un drum sau un râu care curge direct spre mare, și sunt mai ușor de observat și de identificat atunci când zona de spargere a valurilor este privită de la înălțime. Următoarele sunt câteva caracteristici care pot fi utilizate pentru a identifica vizual un curent de retur:
- Se observă un gol evident între valuri: apa de multe ori pare mai netedă în zona de retur, spre deosebire de liniile valurile care se sparg de o parte și de alta a lui.
- Un "râu" de spumă: suprafața returului pare uneori spumoasă, deoarece curentul transportă spuma valurilor în larg.
- Culori diferite culori: curentul de retur poate varia în culoare față de apa din jur; de multe ori, apa din el este mai opacă sau mai tulbure și, deci, în funcție de unghiul luminii solare, pare mai închisă sau mai deschisă decât apa din jur.
- Uneori se poate vedea că spuma sau resturile plutitoare de pe suprafața curentului de retur se îndepărtează de țărm. În contrast, în zonele înconjurătoare de spargere a valurilor, obiectele plutitoare sunt împinse spre mal.

Aceste caracteristici sunt utile în procesul de învățare a recunoașterii și înțelegerii naturii curenților de retur, astfel încât o persoană să poată recunoaște prezența unuia înainte de a intra în apă. În SUA, unele plaje au semne create de Administrația Națională Oceanică și Atmosferică și USLA, care explică ce este un curent de retur și cum se poate scăpa de el. Aceste semne sunt intitulate, „Rip Currents; Break the Grip of the Rip”. Cei care merg pe plajă pot obține informații de la salvamari, care sunt mereu cu ochii pe curenții de retur, și care își pot muta steagurile de avertizare astfel încât înotătorii să poată evita curenții.

## Pericol pentru înotători

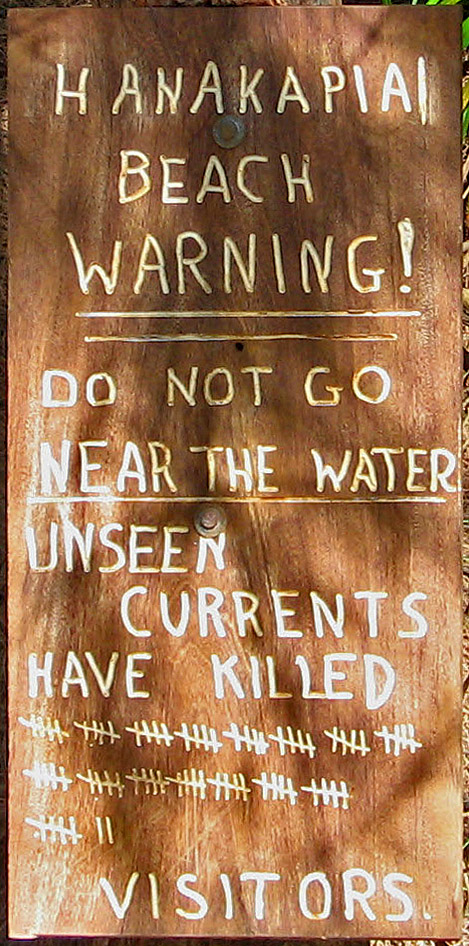
Semn de avertizare de pe traseul către, Hawaii.

Curenții de retur sunt o potențială sursă de pericol pentru oameni în apele de adâncime mică, cu valuri care se sparg, din mări, oceane și lacuri. Curenții de retur sunt cauza proximă a 80% din operațiunile de salvare efectuate de salvamarii de plajă.
Curenții de retur curg de obicei cu aproximativ 0,5 metri pe secundă, dar pot ajunge la 2,5 metri pe secundă, o viteză mai mare decât poate înota oricine. Cu toate acestea, majoritatea curenților de retur sunt destul de înguști, și niciunul nu este foarte larg; înotătorii pot ieși cu ușurință din ei înotând perpendicular pe curent și paralel cu plaja. Înotătorii care nu sunt conștienți de acest fapt se pot epuiza încercând fără succes să înoate împotriva curentului. Curent dispare, de asemenea, complet la cap, în afara zonei de spargere a valurilor, astfel încât există o limită definită a cât de departe de țărm poate fi dus un  înotător de către un curent de retur.
Într-un curent de retur, moartea prin înec survine atunci când o persoană are abilități limitate de înot și intră în panică, sau atunci când un înotător persistă în încercarea de a înota direct spre țărm împotriva unui curent puternic, devenind în cele din urmă extenuat și în imposibilitatea de a mai rămâne pe linia de plutire.
Potrivit Administrația Națională Oceanică și Atmosferică, în medie pe 10 ani, curenții de retur au cauzat moartea a 46 de persoane anual în Statele Unite ale Americii, iar în 2013 au murit în curenți de retur 64 de persoane. Cu toate acestea, United States Lifesaving Association⁠(d), „estimează că numărul anual al deceselor cauzate de curenții de retur de pe plajele țării depășește 100”.
Un studiu publicat în 2013 în Australia a arătat că curenții longitudinali au ucis mai multe persoane pe teritoriul australian decât incendiile, inundațiile, cicloanele și atacurile rechinilor la un loc.

### Tratarea situației
O persoană prinsă într-un curent de retur poate observa că el sau ea se îndepărtează de țărm destul de rapid. Adesea nu poate înota direct înapoi spre mal împotriva curentului de retur, deci acest lucru nu este recomandat. Curentul nu trage un înotător la fund, ci pur și simplu îl poartă departe de țărm într-o fâșie îngustă de apă în mișcare. Curentul de retur este ca o bandă de alergat⁠(d) aflată în mișcare, de pe care înotătorul poate ieși înotând perpendicular pe curent, paralel cu malul, în orice direcție, până când iese din curentul de retur, care, de obicei, nu este foarte larg. Odată ieșit din curent, înotul înapoi la mal este relativ ușor în zonele în care se sparg valurile și acolo unde obiectele plutitoare (inclusiv înotătorii) sunt împinse spre mal.
Ca alternativă, înotătorii sau cei prinși într-un curent de retur puternic pot sa se relaxeze și să se lase duși de curent (fie plutind, fie călcând apa) până când curentul dispare dincolo de linia de spargere, și atunci ei pot cere ajutor, sau înota înapoi în diagonală în direcția opusă curentului și spre mal.
Înotătorii de pe coastă trebuie să înțeleagă pericolul curenților de retur, să învețe cum să-i recunoască și cum să îi evite și, dacă este posibil, să înoate doar în acele zone în care salvamarii sunt la datorie.

## Utilizări
Persoanele cu experiență și cunoștințe, între care surferii, body-boardiștii, scafandrii⁠(d), salvamarii⁠(d) și caiaciștii vor folosi uneori curenții de retur pe post de mijloc de transport rapid și simplu atunci când doresc să iasă dincolo de zona de spargere a valurilor. 